# Štrpce
Strpce (serbio: Štrpce o Штрпце ; Albano: Shtërpcë o Shtërpca), es un pueblo y municipio del sur de Kosovo (o Serbia), Strpce es un municipio de mayoría serbia siendo un enclave de esta minoría en Kosovo.

## Geografía
El municipio está situado cerca de las Montañas Sar, el municipio de Strpce limita con: Urosevac, Kacanik, Suva Reka y Prizren en Serbia y con Macedonia del Norte al sur.

## Distancias de Strpce
El pueblo se sitúa a
- 34 km de Prizren
- 61 km de Pristina, y la misma distancia la separa de Skopie capital de Macedonia del Norte
- 70 km de Tetovo (Macedonia del Norte)